# Уссурийский государственный цирк
Уссурийский государственный цирк — цирк в Уссурийске Приморского края. Официальное название — Государственный зрелищный комплекс.
Цирковые представления в Никольске-Уссурийске (старое название города) приезжие актёры давали с начала XX века. В начале 1950-х гг. было построено деревянное здание, функционировавшее до 1960-х годов.
В 1971 году к открытию очередного партийного съезда был построен первый на Дальнем Востоке капитальный цирк
Здание построено по типовому проекту из сборного железобетона. Зрительный зал рассчитан на 1400 мест.
Последнее цирковое представление было в 2006 году, цирк закрыт из-за аварийного состояния здания. Планируется реконструкция и ремонт, всё упирается в отсутствие финансирования.
Здание ветшает и используется не по назначению (магазины, склад мебели, диспетчерская автобусного предприятия).
Рядом с цирком установлен памятник Марии Александровне и Володе Ульяновым.

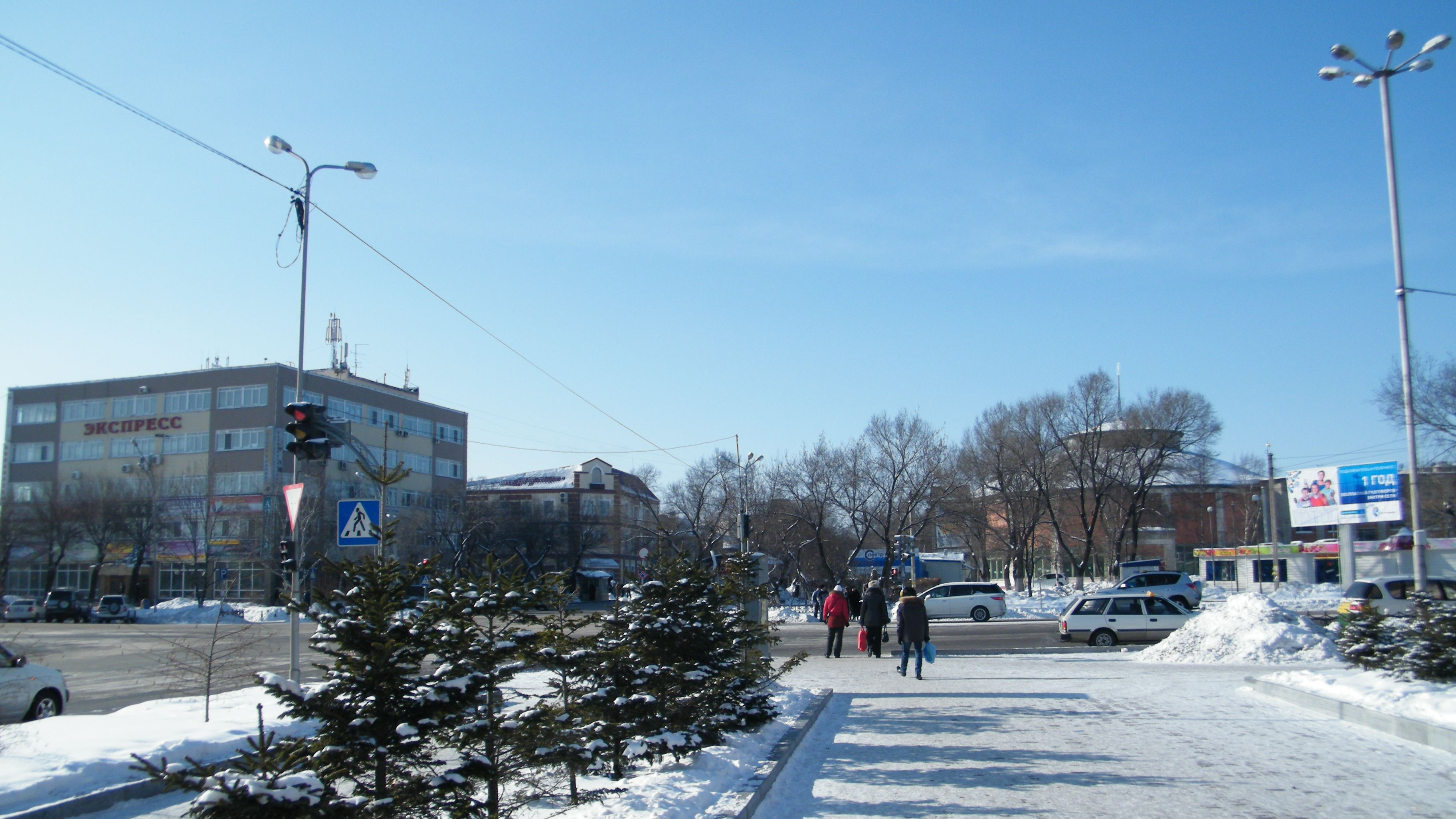
Уссурийск, перекрёсток ул. Чичерина и Краснознамённая, справа — здание цирка.
Маленький Володя Ульянов и его мать.